# 塞巴斯蒂安·霍爾曼
塞巴斯蒂安·霍爾曼（瑞典語：Sebastian Holmén；1992年4月29日—）是一位瑞典足球運動員，在場上的位置是中後衛。現效力於土超球隊里泽体育。他是另外一位瑞典足球運動員薩繆爾·霍爾曼的弟弟。